# Odojew
Odojew (Одоев) – osiedle typu miejskiego w północno-zachodniej części Federacji Rosyjskiej.
Pierwsze wzmianki o miejscowości pochodzą z połowy XIV wieku. Odojew wchodził w skład Księstw Wierchowskich, znajdujących się od 1407 roku w składzie Wielkiego Księstwa Litewskiego. Centrum istniejącego od 1425 roku Księstwa Odojewskiego i siedziba książąt Odojewskich. Od 1503 roku trwale podporządkowany Księstwu Moskiewskiemu.